# 胡宇威
胡宇威（原名胡宇崴；1982年7月24日—），臺灣演員、歌手。2006年以電視劇《屋頂上的綠寶石》處女作，至今已有三十多部戲劇作品及兩張個人EP，曾受邀至紐約擔任DramaFever頒獎典禮主持人。

## 早年
胡宇威出生成長於美國纽约的臺裔家庭，為家中長子，有一個妹妹，媽媽則是來自台中東勢的客家人。自幼學習武術，除了武術，亦擅長中提琴和電吉他。他有聖若望大學文理學院學士學位。2005年回臺灣開始演藝事業後，方開始學習中文。

## 演藝經歷
2005年胡宇威加入楊登魁的第一媒體國際有限公司。
2006年以電視劇《屋頂上的綠寶石》（由霍建華、孫儷、姚采穎聯合主演）正式出道。
2006年與香港女藝人楊千嬅合演中國功夫喜劇《武十郎》。
2007年與香港男藝人鄭少秋合演《書劍恩仇錄》。後因《書劍》延拍，軋上《阿鼻劍》的拍攝檔期；加上在橫店出現嚴重水土不服，最終決定辭演。
2007年與吳尊接拍香港著名導演劉偉強的電視劇《阿鼻劍》，因臺灣投資方公司發生人事變動，最後停拍。
2009年1月14日前往《終極三國》片場中發生車禍，導致小腿骨裂開及十字韌帶撕裂。
2009年-2011年初，曾與博焱、班傑、邵翔、宏正合組團體武虎將，並兼任團體發言人。
2010年與韓國女藝人朴信惠合演真人版的《旋風管家》。
2012年赴中國大陸拍攝《蘭陵王》，9月接拍三立九點華劇《真愛趁現在》，一舉躍升偶像一哥的地位。
2013年首次以個人身份獲獎——臺灣時尚雜誌Milk頒發『最佳演員獎』。
2013年第三季兩岸同時熱播三部不同時代不同片種的電視劇——《真愛黑白配》、《新神探聯盟》、《蘭陵王》，並同時重播《終極三國》、《戀夏38℃》、《真愛趁現在》。
2014年首次參演電影《風中家族》。《風中家族》由曾拿下六次金馬獎的王童導演執導，故事以1949年為背景，描述國民黨由中國大陸退守臺灣的過程中，軍官們與親人間的悲歡離合，以及在臺灣落腳的生活經驗。
2014年7月加盟唱片公司魔耳國際娛樂，並在9月於臺灣首推個人EP。
2015年2月5日受北美最大的VOD影音網站DramaFever邀請擔任第三屆的DramaFever頒獎典禮主持人，獲得在場媒體與粉絲一致好評。
2015年3月21日於華山Legacy舉行首場個人演唱會。
2015年8月初因接受拍攝新片前之武術訓練，不慎後空翻背部著地摔傷頸椎，休養至9月4日復工參與商業活動，10月7日再度因為新片進行重機訓練時車禍，摔斷5根肋骨及肩胛骨，並有氣胸現象，休養至12月12日首度公開露面參與一日店長活動，2016年4月接拍兩岸合拍劇《那刻的怦然心動》，5月15日於華山Legacy舉行演唱會，宣告全面復出。
2017年2月11日受邀參與湖南衛視元宵喜樂會直播節目，與蔣勁夫與吳卓羲共同演出合唱《元宵到》，穿插三種方言Rap。其中臺語Rap部分由胡宇威擔綱演出，表演結束之後好評不斷，「胡宇威」更登上新浪微博的實時熱搜榜第十二名。
2017年底於家鄉紐約拍攝大陸勵志劇《我在北京等你》，於帝國大廈拍戲之照片登上帝國大廈的名人牆，成為首位登上名人牆之台灣演員。主演的《那刻的怦然心動》在芒果TV當月第4週熱播劇榜單第1名，單集平均流量是芒果TV近10年來付費劇第1高、時裝劇第3高。
2018年主演電影《寒單》，勇奪2019年台灣賀歲檔華語片票房冠軍。
2020年首次挑戰出演律政劇《王牌辯護人》。9月參與台視與三立體育競技實境節目《全明星運動會》，為20位固定班底之一，在第一集「選秀之戰」中奪得選秀狀元，並首次紅藍兩隊的PK戰中，脫穎而出成為MVP，被推舉為藍隊隊長，受封「全能隊長」。
2021年1月3日，在台北小巨蛋舉行的全明星運動會終局之戰中，獲頒賽季MVP（頒獎人為旅日棒球投手陳偉殷，也是同隊隊友夏和熙姐夫）。

## 個人生活
2022年1月13日，胡宇威在社交平台公布與陳庭妮訂婚。2023年7月在紐約登記結婚。

## 演出作品

### 劇集
| 拍攝年份 | 首播時間       | 播放頻道               | 劇名                        | 飾演         |
| 2006年   | 2006年9月      | 八大綜合台             | 屋頂上的綠寶石              | 聶凱         |
| 2007年   | 2007年2月      | 民視                   | 武十郎                      | 雷聲大       |
| 2007年   | 2007年8月      | 八大綜合台             | 終極一家                    | 神行者槍靈王 |
| 2007年   | 2007年9月      | 中視/八大綜合台        | 公主小妹                    | 南風璘       |
| 2008年   | 2008年7月      | 中視/八大綜合台        | 籃球火                      | 無極威       |
| 2009年   | 2009年2月      | 中視/八大綜合台        | 愛就宅一起                  | 魏加森       |
| 2009年   | 2009年2月      | 民視/八大綜合台        | 終極三國                    | 關羽         |
| 2010年   | 2011年1月      | 中視                   | 我和我的兄弟·恩             | Dennis       |
| 2010年   | 2011年6月      | 民視/八大綜合台        | 旋風管家                    | 凌奇颯       |
| 2011年   | 2011年4月      | 民視                   | 新兵日記之特戰英雄          | 鄭強         |
| 2011年   | 2012年10月     | 中視                   | 戀夏38℃                     | 林明寬       |
| 2012年   | 2013年6月      | 央視一套               | 新神探聯盟之包大人來了      | 展超         |
| 2012年   | 2013年8月      | 浙江衛視/中視          | 蘭陵王                      | 安德王       |
| 2012年   | 2012年10月     | 三立都會台/東森綜合台  | 真愛趁現在                  | 藍仕德       |
| 2013年   |                | 浙江衛視               | 聊斋新编-花姑子             | 鍾陽         |
| 2013年   | 2013年6月      | 台視/三立都會台        | 真愛黑白配                  | 周震         |
| 2014年   | 2014年5月      | 公視                   | 公視人生劇展-為愛旅行       | 李振凱       |
| 2014年   | 2014年9月      | 三立都會台/東森綜合台  | 幸福兌換券                  | 何不凡       |
| 2015年   | 2016年2月      | 深圳都市/騰訊視頻      | 幸福又見彩虹                | 杜凡         |
| 2016年   | 2017年8月      | 湖南衛視               | 進擊吧，閃電                | 鄧爾豪       |
| 2016年   | 2023年5月20日  | 搜狐視頻               | 戀人的謊言                  | 奇然         |
| 2016年   | 2017年12月18日 | 芒果TV/江蘇衛視        | 那刻的怦然心動              | 陶予飛       |
| 2017年   | 2020年2月23日  | 江蘇衛視/騰訊視頻/優酷 | 我在北京等你                | 申凱         |
| 2019年   | 2020年11月28日 | 東森戲劇台             | 王牌辯護人                  | 麥大奇       |
| 2021年   | 2022年2月28日  | 衛視中文台             | 我和我的鋼四壁              | 陳澈         |
| 2021年   | 2022年5月15日  | 八大戲劇台             | 親愛的亞當                  | 任少凡       |
| 2021年   | 2022年10月28日 | Netflix                | 她和她的她                  | 江原         |
| 2023年   | 2024年1月20日  | 大愛電視台             | 打怪任務                    | 吳智凱       |
| 2023年   | 2024年11月2日  | 愛奇藝/八大戲劇台      | 太太太厲害                  | HERO         |
| 2024年   | 2024年4月30日  | 公視+                  | 就算一個人也可以好好的吃飯  | 湯瑪士       |
| 2025年   | 2026年         | TVBS歡樂台             | 有愛我們床上談              |              |
| 2025年   | 2026年         | 公視+                  | 就算一個人也可以好好的吃飯2 | 湯瑪士       |

### 電影
| 拍攝年份 | 首映時間      | 戲名                 | 電影類別 | 飾演       |
| 2014年   | 2015年7月24日 | 風中家族(對風說愛你) | 史詩戰爭 | 范中       |
| 2018年   | 2019年1月23日 | 寒單                 | 宗教文化 | 林正昆     |
| 2018年   | 2021年9月19日 | 我的青春有個你       | 愛情文藝 | 邱飛(成年) |
| 2018年   |               | 陽光傾城             | 愛情文藝 | 張陽       |

### 電影配音
- 2013年《食破天驚2》聲演 - 男主角 發明家 富林·拉伍 (Flint Lockwood)

### 微電影
| 拍攝年份 | 首映時間     | 戲名         | 類別             | 飾演   |
| 2023年   | 2024年4月7日 | 《遊戲開始》 | 國科會科普微電影 | 卜教授 |

### MV
- 2007年 Sara《原來我愛你》
- 2008年 楊丞琳《冷戰》
- 2009年 陳乃榮《24小時瘋狂》
- 2010年 齊秦《像瘋了一樣》
- 2011年 東于哲《Buddy》
- 2011年 韋禮安《別問我》
- 2012年 吳映潔《那年夏天的味道》
- 2019年 丁噹《我們不像我們》
- 2020年 李宣榕《好好》
- 2022年 羅志祥《免死金牌》

## 音樂作品

### 單曲
- 2009年
  - 《強辯之【終極三國】三團鼎立SUPER大鬥陣》
    - 《對手》 強辯樂團、東城衛、武虎將合唱
    - 《朋友》 武虎將

  - 《宇宙無敵超韌性男朋友》 武虎將
- 2011年  
  - 《旋風管家電視原聲帶》
    - 《單邊耳機》 胡宇威、謝沛恩合唱
    - 《有我在》 胡宇威

### 個人專輯
- 2014年
  - 胡宇威首張同名EP (George Hu's Debut)

| No | 歌名               | 作詞   | 作曲／編曲     | 長度 |
| -- | ------------------ | ------ | -------------- | ---- |
| 1. | 《別說Good bye》   | 胡宇威 | 阿沁／陳偉     | 4:30 |
| 2. | 《愛就是》         | 陳建寧 | 深白色／郭偉聰 | 3:46 |
| 3. | 《說不出我愛你》   | 胡如虹 | 蕭閎仁／黃宣銘 | 5:54 |
| 4. | 《我愛》（演奏曲） |        |                | 3:29 |
| 5. | 《我想》（演奏曲） |        |                | 4:08 |
| 6. | 《我要》（演奏曲） |        |                | 3:16 |

- 2017年
  - DO NOT DISTURB [#請不要打擾]

| No. | 歌名                                 | 作詞                         | 作曲／編曲                   | 長度 |
| --- | ------------------------------------ | ---------------------------- | ---------------------------- | ---- |
| 1.  | 《Shut Up And Kiss Me》              | H.Wilén, M.Lindberg, R.Heath | H.Wilén, M.Lindberg, R.Heath | 2:55 |
| 2.  | 《請不要打擾我們的愛Do Not Disturb》 | 商步芸                       | 陶山                         | 4:24 |
| 3.  | 《知道Let Me Know》                  | 胡如虹                       | 陳傑瑞                       | 4:10 |

## 演唱會
- 2015年3月21日-《胡宇威Voice Up Concert Legacy》
- 2016年5月15日-2016 Voice Up Concert讚聲演唱會-胡宇威/楊景涵[23]
- 2023年1月27日- 台北小巨蛋極限震撼Fuerza Bruta舞台劇

## 主持作品
- 2015年
  - 2月5日紐約The 3rd Annual DramaFever Awards頒獎典禮主持人（與Arden Cho一同主持）
- 2020年
  - 台視、三立都會台《全明星運動會》第一季藍隊隊長
- 2023年 
  - 三立都會台《TOP DOG回家》
  - 公共電視台新春特別節目《Super Run-俗婆阮運動大會》、《阮三特工隊》
  - 第25屆 台北電影節「國際新導演競賽頒獎典禮」主持人[24]
  - 三立都會台、 華視、 極東電視臺《我們這一攤》
- 2024年
  - 三立都會台、 華視、 極東電視臺《上船了各位！》
- 2025年
  - 公視《不在我的世界當勇者》

## 平面作品
- 2007年
  - 「公主小妹幕後寫真」2007年9月20日臺視文化公司發行。公主小妹首本官方寫真書。ISBN 9789575657932
- 2009年
  - 「愛就宅一起甜蜜寫真」2009年2月16日平裝本出版有限公司發行。愛就宅一起首本官方寫真書。ISBN 9789578037236
  - 「我愛武虎將」2009年9月11日臺灣角川發行。武虎將首本官方自傳寫真書。ISBN 9789862372548
- 2011年
  - 「旋風管家」2011年6月25日臺灣角川發行。旋風管家首本官方寫真書。ISBN 9789862872345
- 2013年
  - 「華流 : 真愛黑白配特刊」2013年9月28日臺灣三立電視發行。真愛黑白配首本官方特刊。ISBN 4717095572034
  - 「胡宇威GEO精裝寫真書」2013年10月1日臺灣水靈文創發行。胡宇威首本官方自傳寫真書。ISBN 9789868999411

## 獎項
| 年份 | 獎項 |
| ---- | --- |
| 2012 | - 第1屆華劇大賞—最佳接吻獎（《真愛趁現在》）                                                                      |
| 2013 | - 第2屆華劇大賞—海外最受歡迎獎 - Bella儂儂第十三屆專櫃美妝新秀大賞—完美巨星賞 - Milk Award年度藝人大賞—最佳演員獎 |
| 2014 | - 第6屆新加坡e樂大賞—e樂人氣臺灣電視演員獎                                                                        |
| 2017 | - 中國熱歌榜中榜音樂盛典—最熱門跨界歌手                                                                           |
| 2020 | - 全明星運動會第一季EP02：MVP之爭，當日MVP                                                                        |
| 2021 | - 全明星運動會第一季EP17：終局之戰，第一季最有價值運動員獎                                                        |
| 2022 | - 2021 yahoo!奇摩搜尋人氣大獎—爆紅男演員                                                                          |
| 2024 | - 我們這一攤 第59屆金鐘獎益智及實境節目主持人獎(入圍)                                                             |

## 外部連結
- 胡宇威在互联网电影资料库（IMDb）上的資料（英文）
- 胡宇威在香港影庫上的簡介
- 胡宇威的Facebook專頁(2012.10.24-now)
- 胡宇威的新浪微博(2010.10.03-now)
- 胡宇威的X（前Twitter）(2015.01.26-now)
- 胡宇威的Instagram帳戶(2018.02.17-now)
- 胡宇威的新浪博客(2006.05-2009.03)
- 胡宇威在台灣電影網上的資料（繁體中文）